# Браге, София
София Браге (дат. Sophie Brahe, 24 августа 1559, Кнутсторп, Мальмёхус — 1643[…], Хельсингёр) — датская астроном, ботаник, врач и историк, младшая сестра Тихо Браге, с которым сотрудничала в научных изысканиях.

## Биография
Родилась в фамильном замке семьи Браге Кнутсторп (ныне — Швеция), была младшей из десяти детей Отте Браге, советника короля Дании и Беате Билле Браге — придворной дамы королевы Софии. В числе братьев Софии был знаменитый астроном Тихо Браге, который был на 10 лет старше неё. София изучала астрономию самостоятельно, изучая книги по астрономии на немецком языке, а также за свой счет заказывала переводы книг с латинского. С 1573 года София оказывала помощь Тихо в астрономических наблюдениях, часто посещала его обсерваторию Ураниборг. Тихо с восхищением отзывался об уме и способностях Софии, в то время как родственники осуждали их занятия наукой, считая это недостойным для людей благородного происхождения.
В 1576 году, когда ей было 19 или 20 лет, София вышла замуж за Отто Тотта, в браке у них был один сын — Таге Тотт, родившийся в 1580 году. В 1588 муж Софии умер, и она распоряжалась его имуществом (в частности замком Троллехольм) до достижения совершеннолетия сына. В это время она, оказывая помощь Тихо в составлении гороскопов, также уделяла большое внимание садоводству, химии и медицине.
Во время своих посещений Ураниборга София познакомилась с алхимиком Эриком Ланжем, который сделал ей предложение, но ввиду отсутствия средств они поженились лишь в 1602 году, после чего жили в крайней нищете в Экенфорде. Как видно из писем Софии к родственникам, нищету она переносила с достоинством и чувством юмора. Э. Ланж умер в Праге в 1613 году.
В 1616 году, после смерти мужа, София вернулась в Данию и поселилась в Хельсингёре. Последние годы жизни она посвятила составлению генеалогий датских дворянских родов, первый её труд был опубликован 1626 году. Её работы по генеалогии до сих пор считаются одним из основных источников по ранней истории датского дворянства и хранятся в Королевской библиотеке. София Браге умерла в Хельсингёре в 1643 году, похоронена в Кристианстаде (Швеция), в семейном захоронении Тоттов.